# 睫毛卷柏
睫毛卷柏（学名：Selaginella jugorum）为卷柏科卷柏属下的一个种。

## 扩展阅读
- 維基物種上的相關：睫毛卷柏